# Philip Hacquart
Philip (ook: Philippus) Hacquart (Brugge, 1645 - Haarlem, begraven circa 9 november 1691) was een barokcomponist componist uit de Zuidelijke Nederlanden die na zijn opleiding vooral actief was in de Republiek der Zeven Verenigde Nederlanden.
Over Philip Hacquart is niet zo heel veel meer bekend dan dat hij de broer van componist Carel Hacquart zou zijn. In 1650 begint Philip aan zijn opleiding aan de Onze-Lieve-Vrouwekerk (Brugge). Op het eind van de jaren 50 wordt van Philip melding gemaakt als koorknaap aan de Sint-Baafskathedraal en de Heilige-Kerstkerk in Gent. Philip Hacquart zou nog vóór zijn broer Carel naar de Republiek zijn afgereisd en zich in Amsterdam hebben gevestigd, waar hij voor fl. 6.000,- een huis kocht in de Romeyns-armsteeg. In Amsterdam dienden beide broers als musicus en muziekleraar. In 1674 trouwde Philip Hacquart met Ludwina Kleyn. Later wijkt Philip uit naar Haarlem, waar hij zeker geen officiële functie als musicus bekleedde en in 1691 overleed.
Zes gambasuites van Philip zijn bewaard gebleven. Twee uitgaven van gambasuites zijn slechts bekend doordat er handgeschreven kopieën van bewaard zijn gebleven in de Bodleian Library in Oxford. Deze suites in akkoordische stijl zijn verwant aan de luitmuziek van die tijd en zijn verwant aan de gambasuites uit de bundel Chelys van zijn broer Carel. Philip voegt echter geen preludes toe.
Hij schreef voorts een suite voor vioolsolo, twee courantes voor gambosolo en een variatie op een courante van Steefkens.
- Bibliothèque nationale de France: cb14811524x (data)
- International Standard Name Identifier: 0000 0000 5462 8558
- Library of Congress Control Number: nr00023479
- MusicBrainz: 3f08435d-9798-4fae-8e8b-f611f4f4be20
- Nederlandse Thesaurus van Auteursnamen: 190251859
- Virtual International Authority File: 19946172
- WorldCat: E39PBJB8v6kTpyVtJHW498XTpP